# غلدر (كليبر)
غلدر هي قرية في مقاطعة كليبر، إيران. عدد سكان هذه القرية هو 93 في سنة 2006.